# Kung Fu Panda 4
Kung Fu Panda 4 là một bộ phim điện ảnh hoạt hình Mỹ thuộc thể loại hài võ thuật ra mắt vào năm 2024, do DreamWorks Animation sản xuất và Universal Pictures phát hành. Đây là phần bốn của thương hiệu cùng tên, và là phần tiếp nối của Kung Fu Panda 3 ra mắt vào năm 2016. Phim do Mike Mitchell làm đạo diễn, với các diễn viên Jack Black, Dustin Hoffman, James Hong, Bryan Cranston và Ian McShane tiếp tục trở lại để đảm nhận các vai diễn cũ. Bên cạnh đó, Awkwafina, Viola Davis và Quan Kế Huy là những người tham gia lồng tiếng cho các nhân vật mới.
Tháng 1 năm 2016, tại thời điểm ra mắt phần ba của phim, hai đạo diễn Jennifer Yuh Nelson và Alessandro Carloni đã từng được hỏi về khả năng làm tiếp phần thứ tư. Tháng 8 năm 2018, Nelson chia sẻ cô sẵn sàng tham gia sản xuất tiếp. DreamWorks sau đó chính thức tuyên bố ra mắt dự án phim vào tháng 8 năm 2022. Tháng 4 năm 2023, Mitchell, Ma Stine và Rebecca Huntley được tiết lộ sẽ lần lượt đảm nhận các vai trò đạo diễn, đồng đạo diễn và nhà sản xuất. Tháng 5 cùng năm, Awkwafina tham gia phim, dàn diễn viên cũng được công bố sau đó vào tháng 12.
Kung Fu Panda 4 có buổi ra mắt tại rạp AMC 14 ở The Grove, Los Angeles vào ngày 3 tháng 3 năm 2024, sau đó tác phẩm được phát hành tại Mỹ vào ngày 7 tháng 3 năm 2024 và tại Việt Nam vào ngày 8 tháng 3 cùng năm. Cũng giống như các phần phim trước, tác phẩm được nhận về những lời khen ngợi từ giới chuyên môn.

## Nội dung
Po đang giúp hai người cha của mình là ông Ping và Lý Sơn để mở nhà hàng mới của họ. Trong khi đó, sư phụ Shifu nói với cậu rằng cậu phải tiến lên để trở thành nhà lãnh đạo tâm linh của Thung lũng Hòa bình. Điều đó có nghĩa là Po sẽ không còn là Thần long Đại hiệp nữa, vì thế Po phải tìm một ứng cử viên phù hợp để làm người kế nhiệm.  
Khi đang trên đường để chọn ứng cử viên, Po đã bắt một nàng cáo hành nghề trộm cắp tên là Zhen khi cô đang cố gắng ăn cắp vũ khí cổ xưa, song cậu biết được Đại Long đã trở lại. Zhen thậm chí còn cho biết rằng việc Đại Long trở lại đã được cải trang từ Tắc Kè Bông, một phù thủy mạnh mẽ có thể thay đổi hình dạng thành bất kỳ động vật nào mà ả ta muốn.  
Po quyết định đi cùng Zhen để trừ khử Tắc Kè Bông tại thành phố Juniper, song họ bị bắt và may mắn trốn thoát đến hang ổ của băng trộm. Cũng chính từ đó, Po và Zhen tiến đến sào huyệt của Tắc Kè Bông. Khi đến nơi, Po đã bị bắt, song Zhen không những không giúp đỡ mà còn cướp luôn cây trượng của Po để giao nộp cho Tắc Kè Bông. Với cây trượng trong tay, Tắc Kè Bông đã triệu tập mọi võ sư để đánh cắp chiêu thuật kung fu của họ, bao gồm Đại Long, thái tử Shen và Kai. 
Po đoàn tụ với hai người cha của mình, những người đã khuyến khích cậu bằng mọi giá phải ngăn chặn Tắc Kè Bông. Cậu cũng gặp lại Zhen sau khi cô đã trở nên hối hận vì những chuyện mà cô đã làm. Bằng sự thuyết phục chân thành của Po, Zhen, băng cướp cùng tất cả dân làng đều sẵn sàng chiến đấu chống lại sự thống trị của Tắc Kè Bông. Một trận chiến đã diễn ra ác liệt khi cả dân làng hỗn chiến với đội quân thằn lằn của Tắc Kè Bông, còn Po và Zhen lẻn vào sào huyệt một lần nữa để trừ khử ả. Lúc này, Tắc Kè Bông đã hóa thân thành quái vật có chứa chiêu thuật của ba võ sư đã bị đánh cắp trước đó, sau đó ả còn hóa thân thành Po để đánh bại cậu và nhốt cậu vào lồng. Po đã đặt niềm tin vào Zhen và đưa cho cô cây trượng, qua đó cô đã hạ gục Tắc Kè Bông. Po sau đó đã đánh bại ả bằng cách sử dụng cây trượng và trả lại tất cả các chiêu thuật kung fu bị đánh cắp cho những võ sư. Kết thúc trận chiến, Đại Long thừa nhận sức mạnh thật sự của Po, sau đó hắn cùng với những võ sư khác trở về Vương quốc Linh hồn, và mang theo cả Tắc Kè Bông về chung với họ. 
Khi trở về Thung lũng Hòa bình, Zhen muốn trở lại nhà tù, song Po quyết định chọn cô làm người kế nhiệm thay cho mình. Với sự tin tưởng vào việc lựa chọn của mình, kể từ đó, Po và Ngũ đại hào kiệt cùng nhau huấn luyện Zhen để cô có thể trở thành Thần long Đại hiệp về sau.

## Diễn viên
- Jack Black vai Po, nhân vật chính trong phim[1]
- Awkwafina vai Zhen, một nàng cáo hành nghề trộm cắp, cũng là bạn đồng hành của Po trong chuyến phiêu lưu[1]
- Viola Davis vai Tắc Kè Bông, có khả năng học và bắt chước kỹ năng của đối thủ[1]
- Dustin Hoffman vai sư phụ Shifu[1]
- James Hong vai ngỗng Ping, cha nuôi Po[1]
- Bryan Cranston vai Lý Sơn, cha ruột Po[1]
- Ian McShane vai Đại Long[1]
- Quan Kế Huy vai Han[1]
- Lori Tan Chinn vai Granny Boar[2]
- Ronny Chieng vai Đội trưởng gấu

## Sản xuất

### Tuyển vai
Tháng 5 năm 2023, một số nguồn tin cho biết Awkwafina sẽ tham gia lồng tiếng cho một nhân vật mới trong phim. Tháng 12 cùng năm, Quan Kế Huy và Viola Davis tham gia dự án, trong đó vai của Davis, The Chameleon, sẽ là một vai phản diện. Lori Tan Chinn và Ronny Chieng cũng là những cái tên góp mặt trong phim cùng với dàn diễn viên cũ là Ian McShane, Bryan Cranston, James Hong, và Dustin Hoffman.